# Bulbul goiavier
Pycnonotus goiavier
Pour l'arbre, voir Goyavier.
Espèce
Statut de conservation UICN

 LC  : Préoccupation mineure
Le Bulbul goiavier (Pycnonotus goiavier) est une espèce de passereaux de la famille des Pycnonotidae, aussi appelés bulbuls. 

## Répartition
Il réside en Thaïlande, au Cambodge, sur l'île de Bornéo et aux Philippines.

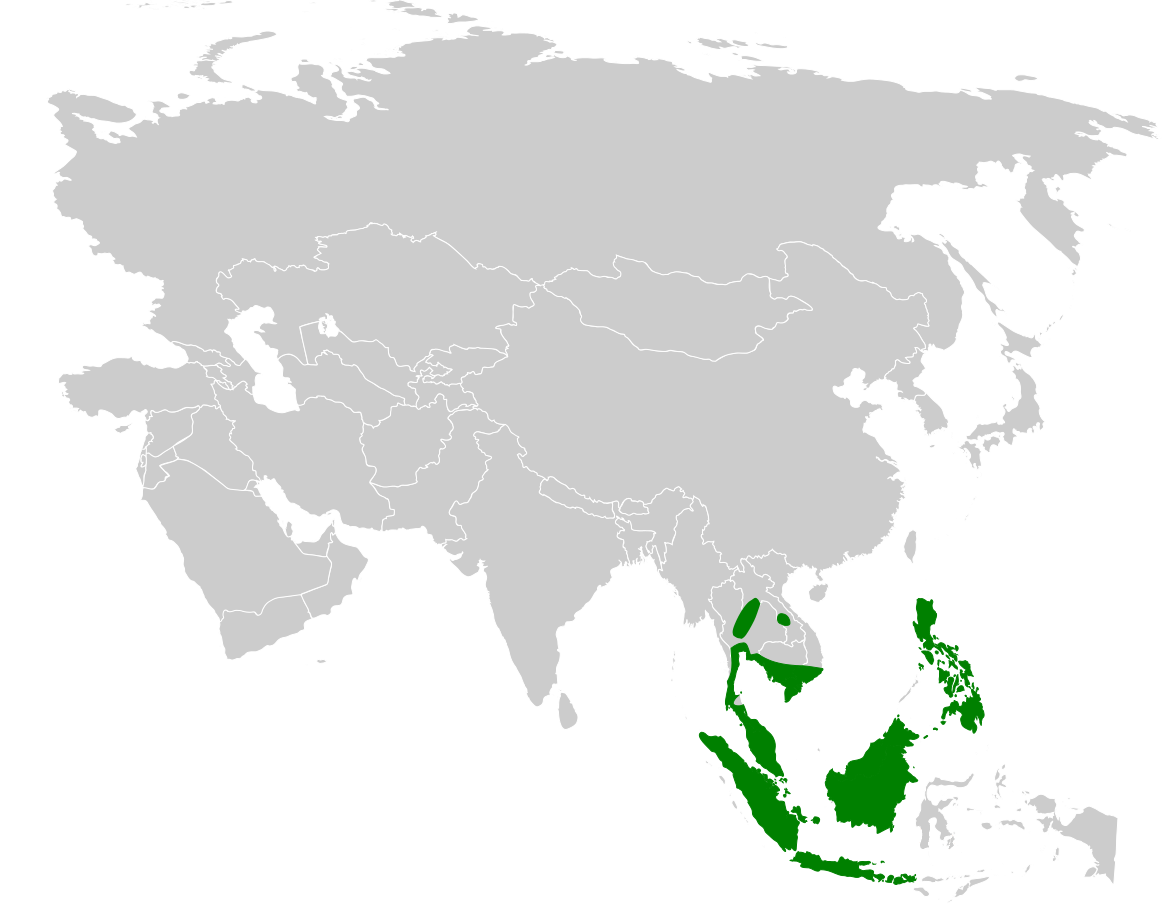
Répartition du bulbul goiavier

## Habitat
Cet oiseau vit dans une grande variété d'habitats ouverts mais pas dans la forêt profonde. Il semble être nomade, errant régulièrement vers d'autres lieux.
On le trouve souvent dans les jardins, en particulier en Thaïlande.

## Description

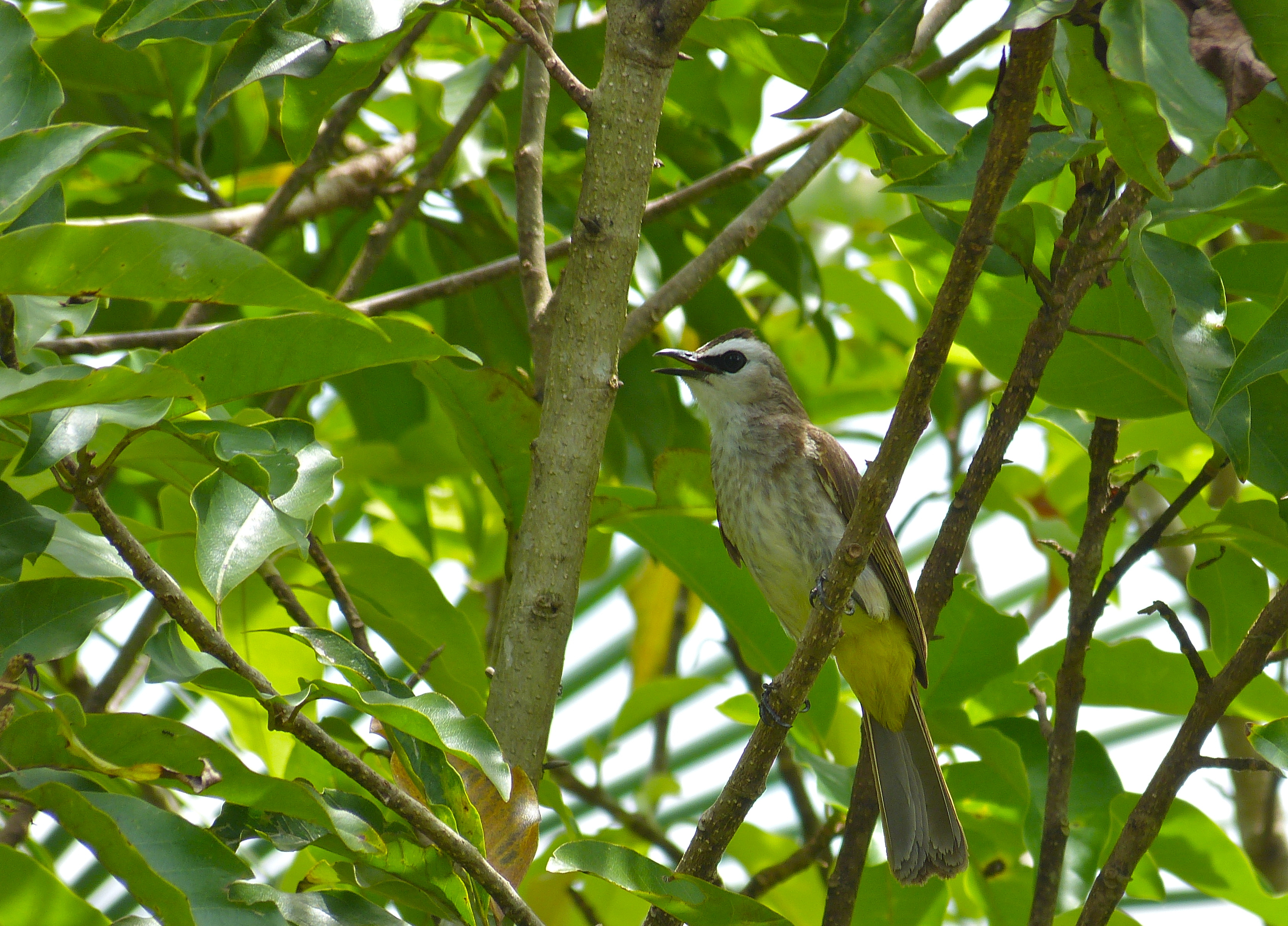
Pycnonotus goiavier (Pahang, Malaisie)

## Comportement
Le Bulbul goiavier construit un nid bien camouflé en forme de coupe, mais fragile. Il est constitué d'herbes, de feuilles, de racines, de tiges de vigne et de brindilles. Le nid paraît désordonné à l'extérieur, mais il est soigneusement renforcé avec des fibres végétales. Il peut être construit dans des endroits très divers, du petit buisson au grand arbre. Cette espèce est adaptée à l'homme, et peut même nidifier dans les jardins. Il pond 2 à 5 œufs de février à juin.

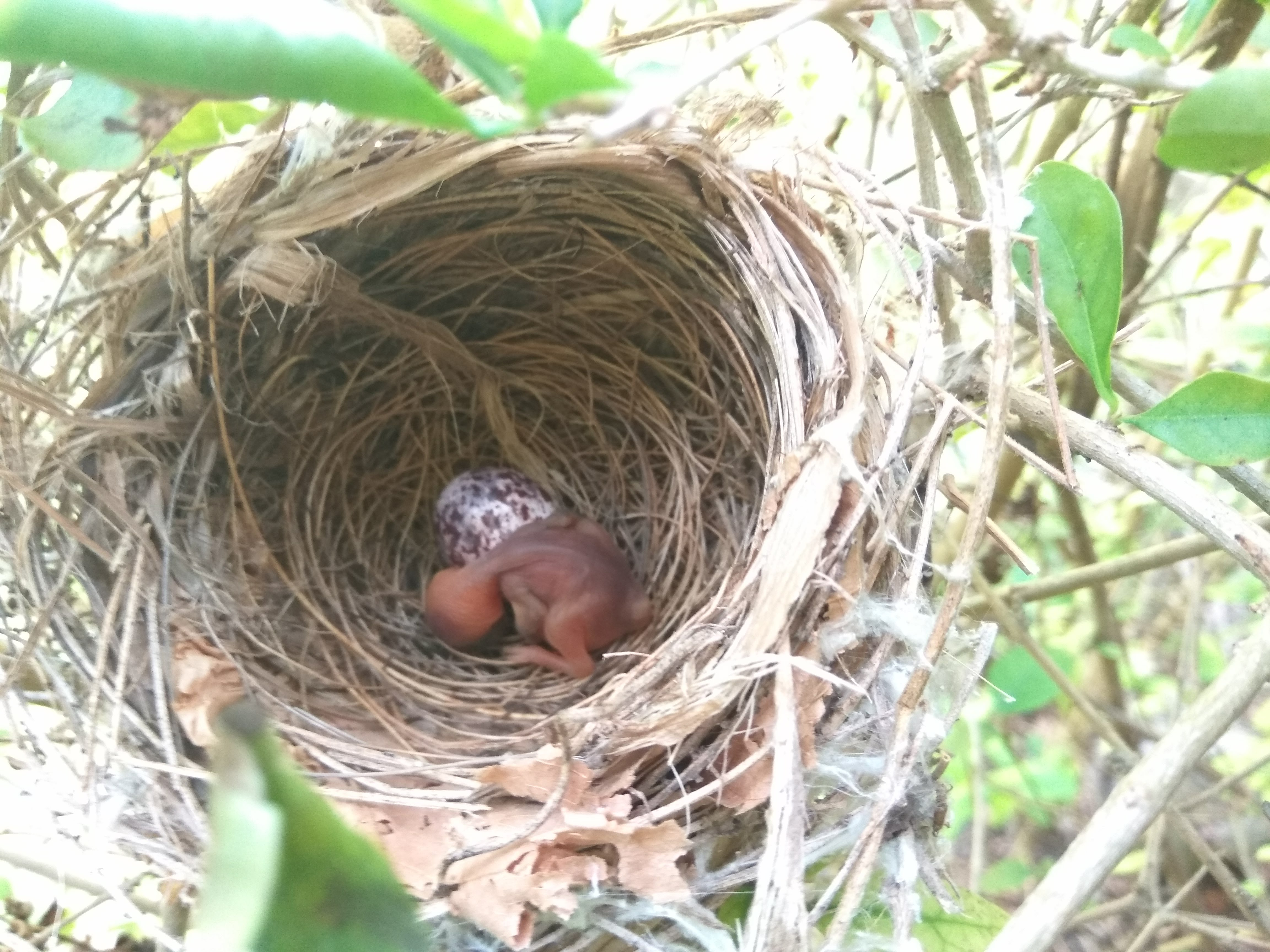
Nid de bulbul goiavier avec un oisillon âgé de 1 jour et un œuf, province de Phuket, Rawaï

Il se nourrit de graines et petits fruits. Il sirote également le nectar ou grignote les petites pousses végétales ou capture certains insectes.
Dans certaines plantations de poivre de Kampot, le bulbul goiavier participe à la production d'un poivre très rare : le poivre des oiseaux. Ils sont friands des graines de poivre noir à leur stade de maturité le plus avancé. Ils avalent le péricarpe (peau du grain) et la pulpe sucrée, puis recrachent les noyaux des baies après que ceux-ci ont séjourné dans leur jabot, participant à la dissémination naturelle de la plante. Le grain n’est pas à proprement parler digéré, mais a déjà subi des actions mécaniques et enzymatiques qui lui donnent des touches aromatiques distinctes. Dans certaines plantations, on aménage des lieux favorables à la nidification pour ces oiseaux, au pied desquels on peut récolter les graines de poivre sélectionnées par les oiseaux à un point de maturité avancé, et débarrassés de l'écorce après séjour dans le jabot des oiseaux. Les graines sont alors relativement lisses et sèches, elle ressemble au poivre blanc avec une couleur légèrement plus foncée tirant sur le beige.